# Svínáir
Svínáir (dánul: Svinåer) település Feröer Eysturoy nevű szigetén. Közigazgatásilag Eiði községhez tartozik.

## Földrajz
A sziget nyugati oldalán, a Sundini partján fekszik.

## Történelem
A települést 1840-ben alapították.

## Népesség
| Év          | Lakosság |
| ----------- | -------- |
| 1986.01.01. | 17       |
| 1991.01.01. | 25       |
| 1996.01.01. | 23       |
| 2001.01.01. | 24       |
| 2006.01.01. | 24       |

## Közlekedés
Svínáirból észak felé Eiði, dél felé Oyrarbakki (és rajta keresztül Tórshavn) érhető el közúton. A települést érinti a 200-as busz.

### Külső hivatkozások
- faroeislands.dk – fényképek és leírás (angol)
- Svínáir, Visit Eysturoy (feröeri, angol)
- Panorámakép a domboldalból[halott link] (dán)
- Svínáir, fallingrain.com (angol)